# Vliegniveau

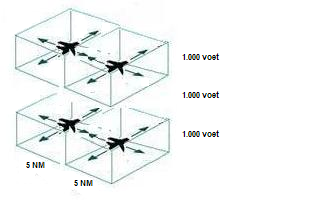
Verticale standaard separatie van 1000 voet

De term vliegniveau (Engels: Flight Level, afgekort FL) geeft de hoogte aan waarop een vliegtuig zich voortbeweegt, naartoe klimt of daalt, met referentie tot een denkbeeldig isobarisch grondvlak met standaard druk van 1013,25 hectopascal, de druk van de Internationale Standaard Atmosfeer. 
Rekenend vanaf dit vlak met hoogte 0 worden de standaard vliegniveaus uitgedrukt per 100 voet. Dus “FL100” betekent 10.000 voet boven het standaard isobarisch referentievlak (1013 hpa), FL460 is 46.000 voet en FL195 is 19.500 voet.
Omdat het isobarisch vlak meestal niet met de reële hoogte van het terrein overeenkomt, verkiest men in het lagere luchtruim over te schakelen op een vlieghoogte die wordt uitgedrukt met referentie tot de barometerdruk op zeeniveau.

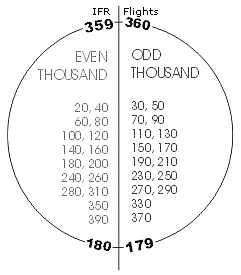
Semicircular flightlevel voor IFR vluchten

## Standaard vliegniveau
Vliegtuigen krijgen in de luchtvaart altijd een standaard vliegniveau (Engels: Standard Flight Level) toegewezen, zodat zij in normale vlucht steeds ongeveer 1000 voet (300 m) in hoogte van elkaar gescheiden zijn, zo is er voldoende separatie tussen twee vliegtuigen.
Er is een algemene regel voor toe te wijzen vlieghoogten : het Semicircular System.
- Eastbound voor IFR verkeer - Magnetische koers 000 tot 179° - oneven duizendtallen (FL 250, 270, etc.)
- Eastbound voor VFR verkeer - Magnetische koers 000 tot 179° - oneven duizendtallen plus 500 (FL 255, 275, etc.)
- Westbound voor IFR verkeer - Magnetische koers 180 tot 359° - even duizendtallen (FL 260, 280, etc.)
- Westbound voor VFR verkeer - Magnetische koers 180 tot 359° - even duizendtallen plus 500 (FL 265, 285, etc.)

De verkeersleiding zal er daarom op toezien dat vliegtuigen -indien zij op een aanvaringskoers zitten- hetzij middels klim- of daalinstructies aan de gezagvoerder tijdig in hoogte worden gescheiden, hetzij door middel van navigatie-instructies met behulp van de radarbeelden op minimale afstand (3 tot 5 zeemijl) elkaar passeren  binnen gecontroleerd luchtruim.

## Militaire toepassing
In de militaire luchtvaartcommunicatie met de gevechtsleiding wordt een variant op het begrip vliegniveau gebruikt: angels. Met angels wordt de vlieghoogte in duizenden voeten bedoeld. Voorbeeld: Angels 12 betekent een vlieghoogte van 12.000 voet.

## Schommelingen

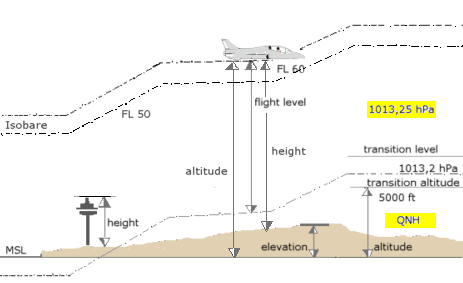
schematische weergave van een vliegtuig dat op flight level 060 vliegt

Als gevolg van schommelingen in de atmosferische druk beweegt het hele systeem van standaard vliegniveaus dat op het vaste isobarisch vlak van 1013,25 hPa steunt mee op en neer, en vliegen dus ook alle toestellen samen hoger of lager. Als de druk op het land stijgt, dan gaan ook de vliegniveaus letterlijk de hoogte in, terwijl ze mee dalen met verlaagde luchtdruk. Bij extreme waarden van hoge of lage luchtdruk kan dit tot zeer grote verschillen leiden.

## Overgangshoogte: Transition Altitude en Transition Level
Vertrekt een vliegtuig van een luchthaven dan zal in de hoogtemeter de lokale luchtdruk, de QNH worden ingesteld. Beneden de 'overgangshoogte' (Engels: Transition Altitude) vliegt het toestel op de vlieghoogte die gerelateerd is aan deze lokale QNH. Gaat het toestel daarna klimmen dan wordt tijdens de klim bij het passeren van de overgangshoogte overgeschakeld van QNH naar de standaarddruk (1013 hPa), De overgangshoogte is in een gebied (vaak één heel land) een vaste hoogte. Dit is in Europa meestal tussen de 3000 tot 8000 voet, in de Verenigde Staten is dit overal 18000 voet.
In Nederland wordt voor IFR 3000 voet gebruikt en voor VFR 3500 voet. In België en Duitsland wordt geen onderscheid gemaakt tussen IFR en VFR, de transition altitude is 4500 voet in België en 5000 voet in Duitsland.
Voor het dalende verkeer is er een 'overgangsniveau' (Eng: Transition Level) dat bepaalt wat het laagst bruikbare vliegniveau daarboven is. Op dit niveau schakelt de piloot van een dalend toestel over van de standaarddruk (1013 hPa) op de werkelijke luchtdruk, QNH. Om zeker te zijn dat er minimaal 1000 voet separatie tussen die twee bestaat wordt een meettabel gebruikt waarmee een 'overgangslaag' (Engels: Transition Layer) wordt gekozen die dik genoeg is. Deze overgangslaag is dus de reële ruimte tussen het overgangsniveau en de overgangshoogte.
Het transition level is afhankelijk van de QNH en is dus variabel, om die reden wordt het actuele transition level bekendgemaakt door middel van de ATIS.